# Herpeperas rudis
Herpeperas rudis là một loài bướm đêm trong họ Noctuidae.